# Aventura lui Poseidon (film din 1972)
Aventura lui Poseidon  (titlul original: în engleză The Poseidon Adventure) este un film de aventuri american, realizat în 1972 de regizorul Ronald Neame, după romanul omonim din 1969 al scriitorului Paul Gallico, protagoniști fiind actorii Gene Hackman, Ernest Borgnine, Red Buttons și Carol Lynley. Filmul a fost refăcut ca Aventura lui Poseidon în 2005 de John Putch și Poseidon în 2006 de Wolfgang Petersen (bazate și pe romanul lui Gallico).

## Distribuție
- Gene Hackman – reverendul Frank Scott
- Ernest Borgnine – detectivul Mike Rogo
- Red Buttons – James Martin
- Carol Lynley – Nonnie Parry
- Roddy McDowall – Acres
- Stella Stevens – Linda Rogo
- Shelley Winters – Belle Rosen
- Jack Albertson – Manny Rosen
- Pamela Sue Martin – Susan Shelby
- Arthur O'Connell – Chaplain John
- Eric Shea – Robin Shelby
- Leslie Nielsen – Captain Harrison
- Fred Sadoff – Linarcos
- Byron Webster – Purser
- Jan Arvan – Dr. Caravello
- Sheila Mathews – Nurse
- John Crawford – Chief Engineer
- Bob Hastings – M.C.
- Erik Nelson – Tinkham

## Melodii din film
Coloana sonoră a filmului a fost compusă și condusă de John Williams. Melodia „The Morning After”, scrisă de Al Kasha și Joel Hirschhorn, a câștigat în martie 1973 Premiul Oscar pentru cea mai bună piesă originală la al 45-lea Festival de Film Oscar. A fost interpretată în film de Renée Armand, dublaj pentru actrița Carol Lynley. O versiune a „The Morning After” interpretată de Maureen McGovern a devenit un single de succes în 1973.

## Premii și nominalizări
- Premiile Oscar 1973:
  - Cea mai bună melodie originală (The Morning After) de Al Kasha și Joel Hirschhorn;
  - Cele mai bune efecte vizuale (Oscar Special) pentru L. B. Abbott și A.D. Flowers.
  - Nominalizare Cea mai bună actriță în rol secundar pentru Shelley Winters
  - Nominalizare Cea mai bună imagine lui Harold E. Stine
  - Nominalizare Cele mai bune decoruri lui William J. Creber și Raphael Bretton
  - Nominalizare Cele mai bune costume lui Paul Zastupnevich
  - Nominalizare Cel mai bun montaj lui Harold F. Kress
  - Nominalizare Cel mai bun mixaj sonor lui Theodore Soderberg e Herman Lewis
  - Nominalizare Cea mai bună coloană sonoră lui John Williams.
- Globul de Aur 1973:
  - Cea mai bună actriță în rol secundar lui Shelley Winters
  - Nominalizare Cel mai bun film dramatic
  - Nominalizare Cea mai bună coloană sonoră lui John Williams
  - Nominalizare Cea mai bună melodie originală (The Morning After) lui Al Kasha și Joel Hirschhorn
- Premiile BAFTA 1973:
  - Cel mai bun actor lui Gene Hackman
  - Nominalizare Cea mai bună actriță într-un rol secundar lui Shelley Winters